# Charlie Barnett (1954-1996)
 (décembre 2014).
Si vous disposez d'ouvrages ou d'articles de référence ou si vous connaissez des sites web de qualité traitant du thème abordé ici, merci de compléter l'article en donnant les références utiles à sa vérifiabilité et en les liant à la section « Notes et références ».
Pour les articles homonymes, voir Charlie Barnett et Barnett.
Charlie Barnett (né le 23 septembre 1954 à Bluefield en Virginie-Occidentale et mort le 16 mars 1996  à New York) est un acteur américain. Il est surtout connu pour ses apparitions dans la série télévisée Deux Flics à Miami.

## Biographie
Barnett a été élevé par sa grand-mère, parce que son père souffrait d'une maladie mentale et sa mère d'une addiction à l'alcool. À 11 ans, il quitte sa ville de Bluefield pour rejoindre sa mère à Boston. Mais leur relation se détériore à tel point qu'au bout d'un an, elle le met à la porte, le livrant ainsi à une vie au milieu de gangs, de crime et de drogue. À 19 ans, Barnett rejoint New York pour suivre des cours de comédie. En 1979, il décroche une audition pour Saturday Night Live mais on lui préfèrera un autre jeune comédien : Eddie Murphy. Il va se faire un nom en participant à des spectacles de rue. Il fut l'un des rares à pouvoir remplir l'amphithéâtre La Fontaine dans le Washington Square Park. À partir de 1984, il participera à 6 épisodes de Deux Flics à Miami. Ensuite il apparaîtra dans 4 autres films.
Ayant contracté le SIDA à cause de la drogue, Charlie Barnett s'éteint le 16 mars 1996 à New York. Il était atteint d'hippocratisme digital, particulièrement visible dans la série Deux flics à Miami.

## Filmographie

### Cinéma
- 1983 : D.C. Cab
- 1985 : Mon pote Adam
- 1985 : Beer de Patrick Kelly
- 1986 : Nobody's Fool
- 1988 : Mondo New York
- 1996 : They Bite

### Télévision
- 1984-1989 : Deux flics à Miami (série télévisée)
- 1986 : Charlie Barnett's Terms of Enrollment